# Galant de nit
```

```

|  | Aquest article tracta sobre el moble. Vegeu-ne altres significats a «Galant de nit (arbust)». |

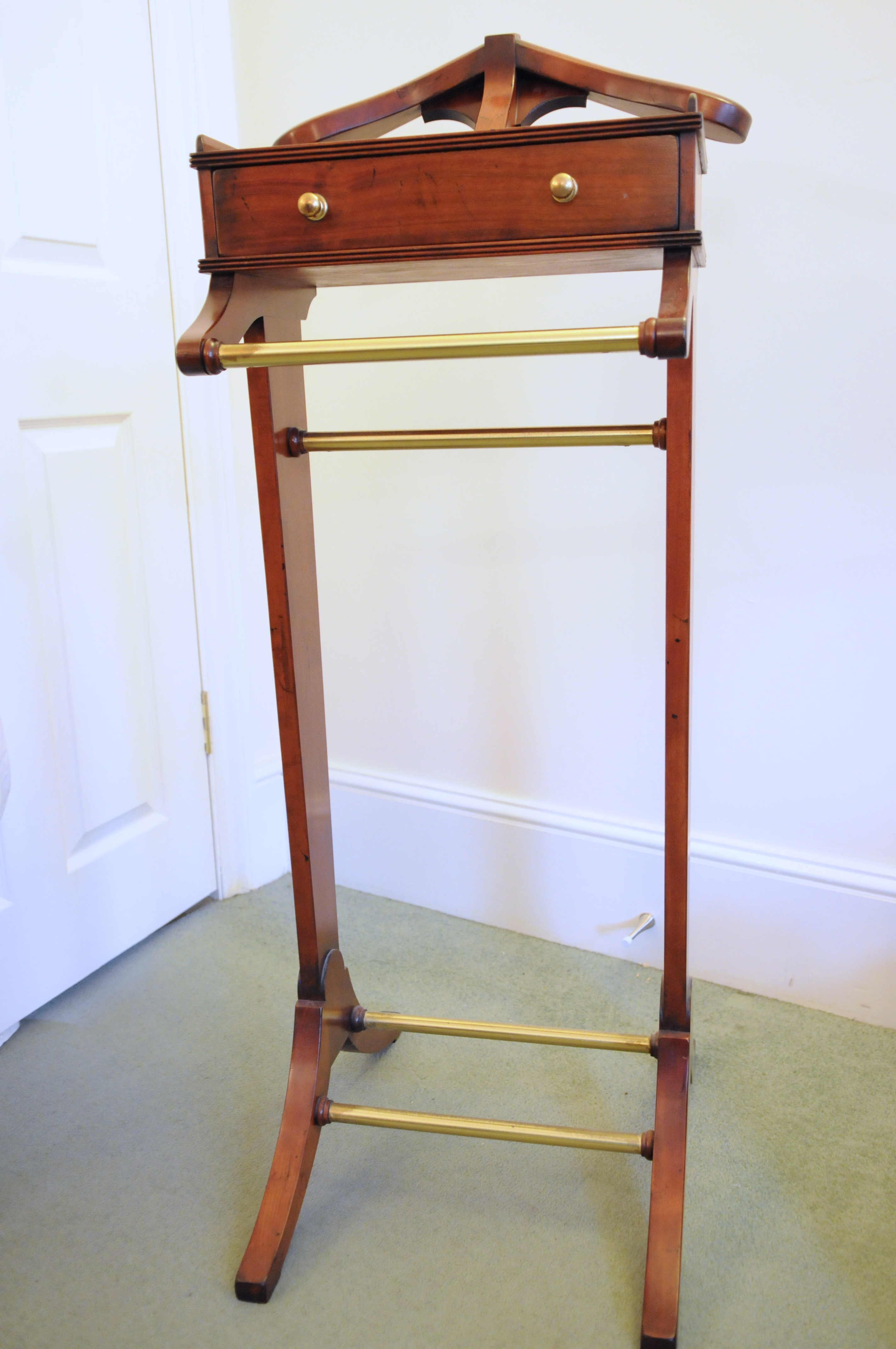
Galant de nit de roure amb barres de llautó

El galant de nit és un moble que es fa servir per penjar-hi durant la nit la roba –generalment la d'home– que es tornarà a fer servir l'endemà, així com preparar-hi la roba que es renova cada dia: camisa, roba íntima… Els galants de nit solen incloure penjadors per als pantalons i la jaqueta, barres per a les sabates i una safata per als complements com la cartera, botons de puny o les claus. N'hi ha que tenen també calaixets per a les joies. És un moble sotmés a moviments de moda, tot i que continua inspirant dissenyadors contemporanis.
Sobretot a hotels, n'hi ha d'elèctrics que es fan servir per plantxar els pantalons i donar-les un sec impecable. Porten un temporitzador per evitar que es cremi.